# 凱馬達斯 (帕拉伊巴州)

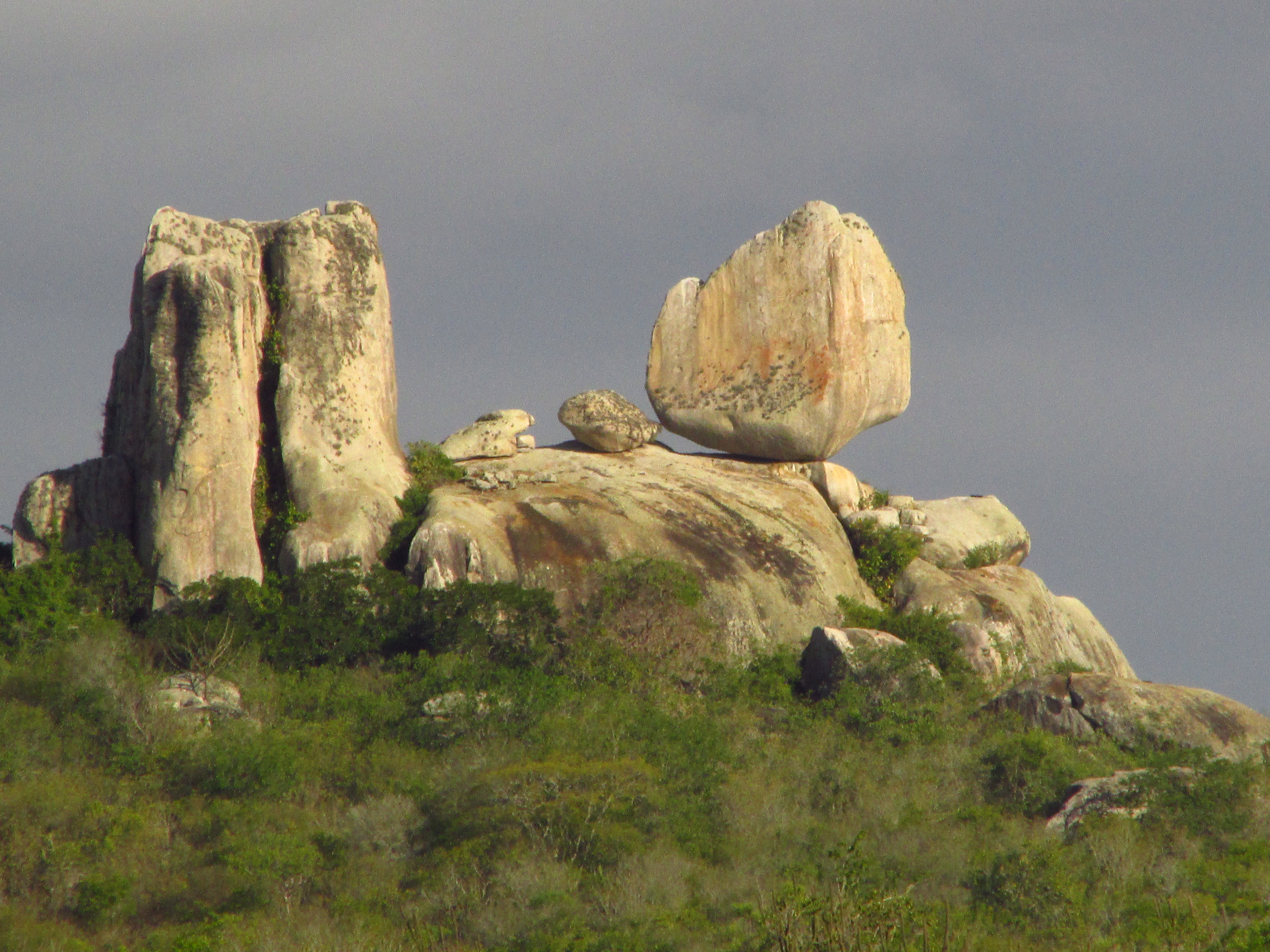
凱馬達斯一帶的博爾博雷馬高原景色

凱馬達斯（葡萄牙語：Queimadas），是巴西的城鎮，位於該國東北部，由帕拉伊巴州負責管轄，始建於1961年12月14日，面積401.8平方公里，海拔高度450米，2010年人口41,049，人口密度每平方公里102.17人。